# Willy Möhwald
Wilhelm „Willy“ Möhwald (* 1. September 1908 in Herlíkovice; † 15. Mai 1975 in Gauting) war ein tschechoslowakischer Skispringer.

## Werdegang
Möhwald gehörte bei den Olympischen Winterspielen 1928 in St. Moritz zum tschechoslowakischen Kader. Nach Sprüngen auf 46 und 59 Meter erreichte er punktgleich mit dem Kanadier Jerry Dupuis den 15. Platz.
Bei der Nordischen Skiweltmeisterschaft 1931 in Oberhof sprang er von der Normalschanze auf 44 und 43 Meter und landete damit auf Platz 18. Zwei Jahre später bei der Nordischen Skiweltmeisterschaft 1933 in Innsbruck sprang er auf Rang 18.
Später startete Möhwald für den WSV Spindelmühle im heutigen Špindlerův Mlýn.